# Andrew Dabeka
Andrew Daboka (født 25. oktober 1978 i Ottawa) er en canadisk badmintonspiller. Han har ingen større internationale mesterskabs titler, men kvalificerede sig til VM i 2007 hvor han tabte i anden runde mod Park Sung-hwan fra Sydkorea. Daboka blev udtaget til at repræsentere Canada ved sommer-OL 2008, hvor han røg ud i første runde mod den samme modstander. Han har nationale titler i badminton fra perioden 1999-2006.